# Wacław Michnowski
Wacław Jerzy Michnowski (ur. 28 września 1897 w Parszowie, zm. ?) – major piechoty Wojska Polskiego, działacz niepodległościowy.

## Życiorys
Urodził się 28 września 1897 (1896) w Parszowie, w ówczesnym powiecie iłżeckim guberni radomskiej, w rodzinie Józefa i Rozalii. Przed I wojną światową mieszkał w Suchedniowie, ale uczęszczał do gimnazjum w Kielcach.
W wstąpił do Legionów Polskich. Służył w 1 pułku piechoty, w którym został mianowany plutonowym. W następnym roku został przeniesiony do 1. kompanii I batalionu 4 pułku piechoty. 31 lipca został ranny, a 16 września 1915 przebywał w Szpitalu Rezerwowym nr 1 w Wiedniu. Później przebywał w Domu Rekonwalescentów w Kamieńsku. 26 października 1915, po orzeczeniu niezdolności do służby liniowej, został skierowany do Centralnego Biura Werbunkowego w Piotrkowie. Służył w placówkach werbunkowych w Puławach (listopad 1915 – 13 lipca 1916), Radomiu (18 lipca – 27 października 1916) i Pińczowie (4 listopada 1916 – styczeń 1917). W czerwcu był 1917 wykazany w spisie uczestników 4. Kursu Wyszkolenia, w stopniu młodszego sierżanta.
Od 1 września 1917 do 24 stycznia 1918 był uczniem klasy „A” Szkoły Podchorążych w Ostrowi Łomżyńskiej. W listopadzie 1917 został wyznaczony na funkcję instruktora w nowo otwartych klasach szkoły. 6 grudnia 1917, jeszcze przed ukończeniem szkoły, został mianowany z dniem 1 grudnia 1917 na stopień podchorążego. 21 grudnia 1920 został zatwierdzony z dniem 1 kwietnia 1920 w stopniu porucznika, w piechocie, w grupie oficerów byłych Legionów Polskich.
Po zakończeniu działań wojennych pozostał w wojsku jako oficer zawodowy i kontynuował służbę w 59 pułku piechoty. Później został przeniesiony do 8 pułku piechoty Legionów w Lublinie. 3 maja 1922 został zweryfikowany w stopniu porucznika ze starszeństwem od 1 czerwca 1919 i 626. lokatą w korpusie oficerów piechoty, a 1 grudnia 1924 prezydent RP nadał mu stopień kapitana z dniem 15 sierpnia 1924 i 209. lokatą w korpusie oficerów piechoty. Następnie pełnił służbę w Dowództwie Okręgu Korpusu Nr II w Lublinie, od 1935 do 1939 na stanowisku kierownika Samodzielnego Referatu Informacyjnego. Na majora został awansowany ze starszeństwem z 19 marca 1938 i 6. lokatą w korpusie oficerów piechoty. Mieszkał w Lublinie przy ul. Orlicz-Dreszera 1.
W 2012 nazwisko majora Wacława Michnowskiego pojawiło się na „Liście obywateli polskich mogących figurować na tzw. białoruskiej liście katyńskiej”, w której podano, że we wrześniu 1939 został on aresztowany przez NKWD i zaginął.

## Ordery i odznaczenia
- Krzyż Niepodległości – 12 maja 1931 „za pracę w dziele odzyskania niepodległości”[18][19]
- Krzyż Kawalerski Orderu Odrodzenia Polski – 11 listopada 1935 „za zasługi w służbie wojskowej”[20][21]
- Złoty Krzyż Zasługi – 1938 „za zasługi na polu pracy społecznej”[22]
- Srebrny Krzyż Zasługi – 10 listopada 1928 „w uznaniu zasług położonych na polu pracy w poszczególnych działach wojskowości”[23][24]